# Amine Gouiri
Amine Ferid Gouiri, född 16 februari 2000, är en fransk-algerisk fotbollsspelare som spelar för Marseille i Ligue 1.

## Klubbkarriär
Den 1 juli 2020 värvades Gouiri till Nice, där han skrev på ett fyraårskontrakt. Den 1 september 2022 värvades Gouiri av Rennes, där han skrev på ett femårskontrakt.

## Privatliv
Gouiri föddes i Frankrike och är av algerisk härkomst.